# 산 주세페 병원
산 주세페 병원(이탈리아어: Ospedale San Giuseppe)은 산탐브로조(이탈리아어: Sant'Ambrogio) 지역의 천주의 성 요한 수도회(이탈리아어: Fatebenefratelli)에 의해 1874년에 설립된 밀라노의 역사적인 사립 병원이다.

## 같이 보기
- 밀라노 대학교 국제 의과 대학
- 천주의 성 요한 수도회(이탈리아어: Fatebenefratelli)
- 파테베네프라텔리 안과 병원